# Operação Pedro Pan
A Operação Pedro Pan, ou Operação Peter Pan, foi um êxodo clandestino em massa de mais de 14.000 menores cubanos não acompanhados de 6 a 18 anos para os Estados Unidos durante um período de dois anos, entre 1960 e 1962. Foram enviados por pais alarmados que ouviram rumores de que Fidel Castro e o partido comunista estavam a planear pôr fim aos direitos parentais e colocar menores em centros de doutrinação comunista, um rumor não substanciado vulgarmente referido como o embuste da Patria Potestad.

## Origens
O padre Bryan O. Walsh, diretor do Catholic Welfare Bureau, desenvolveu a Operação Peter Pan em novembro de 1960. Ele se inspirou em Pedro Menéndez, um garoto cubano de 15 anos que emigrara para Miami para morar com parentes que não podiam provê-lo adequadamente e buscaram assistência nessa instituição de Bem-Estar Católico. Walsh entendeu que muitos jovens semelhantes iriam imigrar para os Estados Unidos quando Fidel Castro estabeleceu um governo comunista.. A especulação de que este novo governo estava planejando enviar menores para a União Soviética para servir nos campos de trabalho estava causando pânico nas famílias cubanas que não tinham dinheiro para emigrar.
Walsh contatou Tracy Voorhees, veterano funcionário do governo dos EUA que estava servindo como Representante Pessoal do Presidente para os Refugiados Cubanos, que sugeriu que a Administração de Eisenhower poderia fornecer fundos para apoiar os imigrantes cubanos quando chegassem a Miami. James Baker, diretor de uma escola americana em Havana, reuniu-se com Walsh e providenciou os esforços para ajudar os pais a expatriar seus filhos para Miami. A operação Peter Pan foi formada com o entendimento de que Baker providenciaria o transporte das crianças e Walsh providenciaria acomodações em Miami. Organizações subterrâneas lideradas pelos pais envolvidos divulgaram informações sobre a Operação Peter Pan. Entre aqueles que ajudaram a alertar os pais sobre o programa estavam Penny Powers, Pancho e Bertha Finlay, drs. Sergio e Serafina Giquel, Sara del Toro de Odio e Albertina O'Farril. Para manter a confidencialidade, os líderes do programa nos EUA minimizaram suas comunicações com seus contatos em Cuba;

## Operações
Entre 26 de dezembro de 1960 e 23 de outubro de 1962, muitos jovens cubanos viajaram para Miami sem seus pais.. Até o início de 1962, as crianças eram obrigadas a ter um visto e vinte e cinco dólares para a passagem aérea para os Estados Unidos. Muitos membros da família já nos Estados Unidos solicitaram vistos e enviaram os fundos necessários aos parentes. Cuba. A Embaixada dos EUA em Havana emitiu os vistos de estudante necessários. Em 3 de janeiro de 1962, o Departamento de Estado dos EUA anunciou que os menores cubanos não precisavam mais de vistos para imigrar para os Estados Unidos. Muitos cubanos acreditavam que o tempo de Castro no poder seria de curta duração. Eles previram que menores de idade nos Estados Unidos acabariam voltando a suas famílias em Cuba. Quase metade dos menores que chegaram foram reunidos a membros da família, enquanto a maioria foi colocada em abrigos gerenciados pelo Catholic Welfare.
No final de 1960, Castro havia expropriado várias empresas que compunham a Câmara Americana de Comércio em Havana, incluindo a Standard Oil Company e a Freeport Sulphur Company. Os líderes dessas empresas mudaram-se para Miami enquanto analisavam as ações do novo governo de Cuba. Sob a impressão de que o governo de Castro seria breve, eles concordaram em ajudar as crianças cubanas fornecendo financiamento para a Operação Pedro Pan. Por meio de colaborações com Baker, esses líderes empresariais concordaram em ajudar a garantir doações de várias empresas dos EUA e enviá-las para Cuba. Como Castro estava supervisionando todas as principais transações monetárias, os empresários foram muito cuidadosos em como os fundos foram transferidos. Algumas doações foram enviadas para o Departamento de Bem-Estar Católico, e outras foram escritas como cheques para cidadãos que moravam em Miami. Esses indivíduos então fizeram cheques para a Agência de Viagens W. Henry Smith em Havana, que ajudou a financiar os voos das crianças para os Estados Unidos. Era necessário enviar os fundos em moeda americana porque Castro havia decido que as passagens aéreas não poderiam ser compradas com peso cubano.
À medida que a necessidade de abrigos aumentava à medida que as crianças chegavam em número cada vez maior, vários locais proeminentes foram convertidos para abrigá-los, incluindo o Acampamento Matecumbe, o quartel fuzileiro naval do Aeroporto Miami-Opa Locka. Casas especiais, autorizadas por funcionários do Estado e operadas por refugiados cubanos, foram formadas em várias centenas de cidades em todo o país, incluindo Albuquerque; Lincoln (Nebraska); Wilmington (Delaware); Fort Wayne; Jacksonville e Orlando. As leis impediam que qualquer criança realocada fosse alojada em escolas ou centros de reforma para delinquentes juvenis. A grande maioria dos menores que chegaram a Miami tinha entre 12 e 18 anos e mais de dois terços eram meninos com mais de 12 anos. Eles eram predominantemente católicos, mas protestantes, judeus e não praticantes também. A maioria era de crianças das classes média ou baixa. Os menores não eram disponibilizados para adoção.
A Operação Pedro Pan terminou quando todo o tráfego aéreo entre os Estados Unidos e Cuba cessou após a crise dos mísseis de Cuba de outubro de 1962. Os imigrantes cubanos precisavam viajar pela Espanha ou México para chegar aos Estados Unidos até dezembro de 1965, quando Os Estados Unidos estabeleceram um programa de [Voos da Liberdade1 para unir pais cubanos com seus filhos. O Catholic Welfare informou que uma vez que os voos da liberdade começaram quase 90% dos menores ainda sob seus cuidados foram reunidos com seus pais.
O programa era desconhecido fora de Miami até o Cleveland Plain Dealer detalhar seu porte e os procedimentos.

## Legado político
Em 1962, o Procurador Geral dos Estados Unidos Robert F. Kennedy aprovou financiamento para um documentário destinado a servir a campanha do governo dos EUA contra o comunismo. Chamado de "A Maçã Perdida", contou as histórias das crianças que vieram para Miami.
Uma controvérsia política em curso se desenvolveu em torno de acusações de que a Operação Peter Pan não era um esforço de voluntários e organização de caridade, mas tinha sido secretamente financiada pelo governo dos EUA como uma operação secreta da Agência Central de Inteligência (CIA). A autora Maria de Los Angeles Torres entrou com uma ação pela Lei de Liberdade de Informação dos Estados Unidos]] para obter arquivos do governo sobre o programa. Em 1999, uma decisão do Tribunal Distrital dos EUA para o Norte de Illinois determinou que essa "evacuação de crianças cubanas não seria uma operação da CIA". A decisão foi baseada em parte na revisão de 733 páginas de documentação do tribunal fornecida pela CIA para uso num processo anterior.

## Participantes na Operação
Os menores cubanos desacompanhados, conhecidos na época como "Pedro Pans" ou "Peter Pans", que participaram da operação incluem:
- Eduardo Aguirre, Embaixador dos Estados Unidos na Espanha (2005-2009) [10]
- Frank Angones, primeiro chefe cubano do “The Florida Bar”
- Willy Chirino, músico cubano-americano e cantor de salsa
- Carlos Eire, autor, professor da história da religião na Universidade de Yale
- Felipe de Jesus Estevez, bispo da diocese católica romana de Santo Agostinho (2011-2022)
- Mario Garcia, designer de jornal e consultor de mídia[11]
- Hugo Llorens, Embaixador dos Estados Unidos em Honduras (2008 - 2011) [10]
- Raul Andres Martinez Tome, Senior Executive Service (Estados Unidos), Diretor de Administração e Gestão (Departamento de Defesa (1980-2001)
- Ana Mendieta, artista
- Agustín De Rojas de la Portilla (1944-2011), inventor da lente de contato de uso prolongado[12]
- Guillermo "Bill" Vidal, prefeito de Denver (2011) e autor de Boxing for Cuba
- Miguel Bezos, Jeff Bezos '(fundador da Amazon.com), que o criou desde os 4 anos de idade
- Senador Mel Martínez dos EUA - Mel Martinez, ex-senador da Flórida e primeiro presidente latino-americano do Partido Republicano.
- Lissette Alvarez, cantora e compositora
- Eduardo J. Padrón, atual presidente do Miami Dade College
- Armando Codina, promotor imobiliário[13]
- Alfredo Lanier, jornalista do  Chicago Tribune  [14]
- Margarita Exquiroz, juíza do condado de Miami-Dade County e primeira juíza hispânica da Flórida[15]
- Maria de los Angeles Torres, autora de estudos sobre a história cubana[16]
- Carlos Saladrigas, executivo de negócios[17][18]
- Nelson Marin, executivo de negócios
- Roberto Pérez y Lopez, executivo de negócios
- Remberto Perez, diretor executivo de negócios da Cuban American National Foundation
- Martha M. Russ, autora de Feijão e Arroz - Growing Up Cuban.
- Dave Lombardo, baterista da banda de thrash metal americana Slayer;
- Luis I Morales Ex-vice-presidente de engenharia da Glassalum International.
- Pedro Pan chegou em 1961 em Miami, Flórida Élder com a Igreja Presbiteriana na América.
- Demetrio Perez Jr, educador, político, comentarista de rádio, empresário e editor do LIBRE, um jornal semanal bilíngüe, e fundou o grupo educacional Lincoln-Marti.

## Na cultura
A operação Peter Pan é recontada em:
- Livro Waiting for Snow in Havana,  no qual Carlos Eire descreve suas experiências durante a Operação Pedro Pan
- Learning to Die in Miami , outro livro de memórias de Carlos Eire sobre sua emigração para os Estados Unidos de Havana
- Operação Pedro Pan: O incontável Êxodo de 14.048 crianças cubanas , baseado na pesquisa e entrevistas de Yvonne M. Conde
- "The Red Umbrella", um romance de ficção histórica para jovens adultos de Christina Diaz Gonzalez, baseado no exílio de sua mãe de Cuba quando .adolescente.[19]
- “Cuba em minha mente: jornadas para uma nação cortada”, uma exploração de Havana, Miami e a “uma e meia geração” de Román de la Campa[20]
- Boxing For Cuba , um livro de memórias de 2007 Bill Vidal, funcionário público e prefeito de Denver[21]
- Operação Pedror Pan, uma canção escrita por Tori Amos originalmente no lado B do lançamento da edição limitada do single A Sorta Fairytale
- A operação é a principal influência por trás da música dos "Manic Street Preachers", Baby Elián, a penúltima faixa do sexto álbum de estúdio da banda (Know Your Enemy).
- Na série original da Netflix de 2017, Lydia Riera, interpretada por Rita Moreno, a avó na série, veio aos EUA via Pedro Pan.[22]